# Prostemmiulus loomisi
Prostemmiulus loomisi är en mångfotingart som beskrevs av Jean-Paul Mauriès 1979. Prostemmiulus loomisi ingår i släktet Prostemmiulus och familjen Stemmiulidae. Inga underarter finns listade i Catalogue of Life.